# Milutin Nehajev
Milutin Nehajev, pseudonimo di Milutin Cihlar (Segna, 25 novembre 1880 – Zagabria, 7 aprile 1931), è stato uno scrittore, drammaturgo e pubblicista croato, uno dei maggiori rappresentanti del modernismo croato.

## Biografia
Milutin Nehajev nacque a Segna il 25 novembre 1880,figlio di un artigiano.
La sua carriera di studi culminò con la frequentazione della facoltà di chimica a Vienna e il dottorato in filosofia nel 1903; l'anno seguente intraprese l'attività di insegnante di grammatica a Zara.
Nel 1905, cofondò e collaborò con la rivista Lovor, lavorando nello stesso anno a Obzor.
Dal 1909 al 1911 è stato assistente alla Scuola di economia di Križevci (Gospodarskom učilištu u Križevcima).
Dal 1911 si trasferì a Zagabria, impegnato a lavorare come scrittore e giornalista, corrispondente da Parigi, Belgrado e Praga.
Nel 1926 fu eletto presidente della Società degli scrittori croati.
Per quanto riguarda la sua attività letteraria, Nehajev si dedicò inizialmente al teatro, con opere come Frattura (Prijelom, 1897), La genziana (Sviećica, 1898), Una vita (Život, 1905), Il salvatore (Spasitelj, 1916) e La panca al chiaro di luna (Klupa na mjesečini, 1928), nelle quali i protagonisti erano intellettuali aderenti alle idee moderniste, che evidenziarono tutta la loro insoddisfazione e sconforto per la realtà quotidiana contemporanea.
Più significativa risultò la carriera di Nehajev nella narrativa, nella quale realizzò il suo capolavoro, intitolato La fuga (Bijeg, 1909), incentrato su un giovane intellettuale, che rappresentava l'incertezza della sua generazione e la ricerca ansiosa di valori e di punti sicuri di riferimento per la propria esistenza. Però il protagonista del romanzo psicologico, non trovando una valida ragione per vivere, e privo di volontà e determinazione per reagire e risollevarsi, finì per suicidarsi.
Anche la raccolta di novelle e racconti, intitolata La grande città (Veliki grad, 1919), si caratterizzò per le stesse tematiche pessimistiche, invece differente risultò l'impostazione del successivo romanzo I lupi (Vuci, 1928), a sfondo storico, ambientato nella Croazia del XVI secolo, dedicato a Fran Krsto Frankopan, alla sua grande capacità ed energia con le quali fronteggiò i nemici. Il romanzo si distinse non solamente per l'ottima ricostruzione storica, ma anche per i ritratti psicologici molto suggestivi.
Negli ultimi anni di vita, Nehajev si allontanò da un soggettivismo scettico, dal modernismo, per assumere maggiori speranze nei riguardi della realtà, ed avvicinarsi ad analisi maggiormente spirituali, come ben evidenziato nel racconto Quello dalla chioma bionda (Onaj žutokosi, 1929).
Nehajev si dimostrò un importante saggista: scrisse critiche teatrali, divenne un esperto di arte e di musica, oltre che di storia e politica croata.
Tra le due guerre mondiali si dedicò ad approfondire biografie  letterarie e politiche di personalità quali Ante Starčević, Eugen Kvaternik, Károly Khuen-Héderváry.
Realizzò saggi incentrati ai grandi temi letterari europei, riguardanti Lev Tolstoj, Gustave Flaubert, Henrik Ibsen, August Strindberg, Émile Zola, Ksaver Šandor Gjalski, August Šenoa, Vladimir Nazor, Vladimir Fran Mažuranić.
Come profondo conoscitore del pensiero teorico, come quello di Georg Brandes e di Hippolyte Taine, Nehajev è considerato uno tra i critici più importanti del suo tempo.
Tra le sue opere critiche si può menzionare la raccolta postuma Libro di saggi (Knjiga eseja, 1936).

## Opere

### Teatro
- Frattura (Prijelom, 1897);
- La genziana (Sviećica, 1898);
- Una vita (Život, 1905);
- Il salvatore (Spasitelj, 1916);
- La panca al chiaro di luna (Klupa na mjesečini, 1928).

### Narrativa
- La fuga (Bijeg, 1909);
- La grande città (Veliki grad, 1919);
- I lupi (Vuci, 1928);
- Quello dalla chioma bionda (Onaj žutokosi, 1929).

### Saggistica
- Libro di saggi (Knjiga eseja, 1936).